# 石亀協子
石亀 協子（いしがめ きょうこ、2月16日 - ）は、秋田県秋田市出身のヴァイオリニスト。

## 来歴
日本の秋田県秋田市出身。
1993年、東京・浜離宮朝日ホールにてデビューリサイタルを行い、活動を始める。
1999年、桐朋女子高校音楽部ヴァイオリン科を卒業、ウィーン国立音楽大学に留学。
2001年から2004年に、ドイツ・リューベック音楽大学へ留学。
2005年、国際コンクールIBLA Grand Prizeにて最高位ならびにバッハ賞を受賞。また、同年、第3回東京音楽コンクール弦楽部門第3位およびミケランジェロ・アバド国際ヴァイオリンコンクール最高位（1位なしの2位）を受賞。
2011年4月時点で、東京都在住。

## 人物
2011年4月時点で、ソリストとして、仙台フィルハーモニー管弦楽団、東京フィルハーモニー交響楽団、東京シティ・フィルハーモニック管弦楽団と共演し、「プロオーケストラとの共演や音楽祭への参加など国内外を飛び回る日々」を送っている。
サポートメンバーとして度々ライブやコンサートツアーに参加しているSound Horizonでは、Revoやじまんぐを始めとした出演者から「亀様」の愛称で呼ばれている。

## ディスコグラフィー

### ソロアルバム
- 大樹の雫

1. 美しきロスマリン Op.55-4（フリッツ・クライスラー）
2. 中国の太鼓 Op.3（フリッツ・クライスラー）
3. 夜想曲（ジョン・ケージ）
4. シャルル・グノーの「ファウスト」の主題による幻想曲 Op.20（ヘンリク・ヴィエニャフスキ）
5. ヴァイオリン・ソナタ 第1番「雨の歌」ト長調 Op.78（ヨハネス・ブラームス）
6. ピツィカート・ポルカ（ヨハン・シュトラウス）

### 参加作品
CD
- Sound Horizon 『聖戦のイベリア』（2007年） - 初回限定盤DVD及び「石畳の緋き悪魔」のMVにのみ出演
- Revo&梶浦由記 『Dream Port』（2008年） - 「砂塵の彼方へ…」
- 椎名林檎 『カーネーション』（2011年） - 「私の愛するひと」
- 田部京子 『モーツァルト ピアノ協奏曲第20番・第21番』（2012年）
- KAN 『6×9=53』（2016年） - 「Listen to the Music ～Deco☆Version～」「胸の谷間」「安息」

DVD
- Sound Horizon
  - 『Roman 〜僕達が繋がる物語〜』（2007年）
  - 『Moira 〜其れでも、お征きなさい仔等よ〜』（2009年）
  - 『第三次領土拡大遠征凱旋記念 国王生誕祭 2009.6.26 / 6.27』（2009年）
  - 『Märchen 〜キミが今笑っている、眩いその時代に…〜』（2011年）

## 師事歴
- 鷲見健彰
- 徳永二男
- 江口有香
- 小林健次
- ライナー・キュッヒル
- シュムエル・アシュケナージ
- ミハエラ・マーティン
- 篠崎史紀
- トーマス・ブランディス - マスタークラス
- ジョルジ・パウク - マスタークラス
- ピエール・アモワイヤル - マスタークラス
- ドーラ・シュワルツベーグ - マスタークラス

## 受賞歴
- 国際音楽コンクール IBLA Grand Prize 最高位並びにバッハ賞[1][2]
- 第3回 東京音楽コンクール 弦楽部門第3位[1][2]
- 2005年 ミケランジェロ・アバド国際ヴァイオリン・コンクール 最高位[1][2]